# Sawdoniales
Die Sawdoniales sind eine Gruppe ausgestorbener Pflanzen, die vor allem aus dem Devon bekannt sind und zu den Zosterophyllopsida, Verwandten der Bärlapppflanzen, gehören.

## Merkmale
Als gemeinsame abgeleitete Merkmale (Synapomorphien) geben Kenrick und Crane die pseudomonopodiale Verzweigung an (die sich unabhängig von den Euphyllophyten entwickelt hat), die in einer Ebene erfolgt. Zusätzlich gibt es eine untergeordnete Verzweigung, bei der sich eine kleine Sprossachse an oder knapp unterhalb einer dichotomen Verzweigung bildet, die einen rechten Winkel zur Ebene der Hauptverzweigungen bildet. Die Spitzen dieser Seitensprosse sind eingerollt (circinat). Das Leitbündel, das in diesen Seitenzweig führt, ist zylindrisch, im Gegensatz zu den ansonsten elliptischen Leitbündeln. 
Die Sporangien sitzen auf reich verzweigten Achsen verschiedener Ordnung.

## Systematik
Die Sawdoniales stellen den Großteil der Zosterophyllopsida, einer der beiden großen Gruppen innerhalb der Lycophyten. 
Innerhalb der Sawdoniales können mehrere Untergruppen unterschieden werden. Kenrick und Crane stellten aufgrund kladistischer Analysen folgendes Kladogramm der Sawdoniales auf:
|  | Anisophyton |
|  |             |
|  | Konioria    |
|  |             |

|  | Crenaticaulis |
|  |               |
|  | Serrulacaulis |
|  |               |

|  | Anisophyton |
|  |             |
|  | Konioria    |
|  |             |

|  | Crenaticaulis |
|  |               |
|  | Serrulacaulis |
|  |               |

|  | Anisophyton |
|  |             |
|  | Konioria    |
|  |             |

|  | Crenaticaulis |
|  |               |
|  | Serrulacaulis |
|  |               |

|  | Anisophyton |
|  |             |
|  | Konioria    |
|  |             |

|  | Crenaticaulis |
|  |               |
|  | Serrulacaulis |
|  |               |

|                         | Barinophyton citrulliforme |
|                         |                            |
|                         | Barinophyton obscurum      |
|                         |                            |
|                         | Protobarinophyton          |
| Vorlage:Klade/Wartung/3 |                            |

|                         | Gosslingia |
|                         |            |
|                         | Oricilla   |
|                         |            |
|                         | Tarella    |
| Vorlage:Klade/Wartung/3 |            |

|  | Anisophyton |
|  |             |
|  | Konioria    |
|  |             |

|  | Crenaticaulis |
|  |               |
|  | Serrulacaulis |
|  |               |

|  | Anisophyton |
|  |             |
|  | Konioria    |
|  |             |

|  | Crenaticaulis |
|  |               |
|  | Serrulacaulis |
|  |               |

|  | Anisophyton |
|  |             |
|  | Konioria    |
|  |             |

|  | Crenaticaulis |
|  |               |
|  | Serrulacaulis |
|  |               |

|  | Anisophyton |
|  |             |
|  | Konioria    |
|  |             |

|  | Crenaticaulis |
|  |               |
|  | Serrulacaulis |
|  |               |

|                         | Barinophyton citrulliforme |
|                         |                            |
|                         | Barinophyton obscurum      |
|                         |                            |
|                         | Protobarinophyton          |
| Vorlage:Klade/Wartung/3 |                            |

|                         | Gosslingia |
|                         |            |
|                         | Oricilla   |
|                         |            |
|                         | Tarella    |
| Vorlage:Klade/Wartung/3 |            |

### Sawdoniaceae
Die Sawdoniaceae sind eine recht umfangreiche Gruppe und durch auffällige, vielzellige Dornen gekennzeichnet. Einige Gattungen, wie Anisophyton und Konioria tragen die Sporangien an der ventralen Seite der Hauptachse. Eine andere Gruppe mit Crenaticaulis und Serrulacaulis trägt die Dornen in deutlichen Reihen. Die Familie umfasst folgende Gattungen:
- Anisophyton
- Konioria
- Crenaticaulis
- Serrulacaulis
- Deheubarthia
- Sawdonia

Wahrscheinlich ist auch Bathurstia in diese Familie zu stellen.

### Barinophytaceae
Die Barinophytaceae zeichnen sich durch eine einzigartige Form der Heterosporie aus: sie bilden Mikro- und Megasporen im gleichen Sporangium. Die Sporangien stehen in einem dichten, unverzweigten Zapfen. Sie sind in zwei Reihen in umklammernder (clasping) Stellung angeordnet: ein Sporangium umfasst die Achse, an der es steht. Eine verdickte Öffnungslinie am Sporangium kommt bei den Barinophytaceae im Gegensatz zu den anderen Zosterophyllen nicht vor, das Sporangium öffnet sich auch nicht mit zwei Klappen. Der Öffnungsmechanismus ist unklar. Die Familie umfasst zwei Gattungen:
- Barinophyton
- Protobarinophyton

### Gosslingiaceae
Diese Familie ist durch eine ohrenförmige Sporangienstellung gekennzeichnet: die Sporangien stehen senkrecht von der Achse ab, wobei die Längsachse des nierenförmigen Sporangiums in Längsrichtung der Achse zeigt. Die Familie umfasst folgende Gattungen:
- Gosslingia
- Tarella
- Oricilla

### Hsuaceae
Die Hsuaceae bestehen aus der einzigen Art Hsua robusta.

## Zeitliche Verbreitung
Die ersten den Sawdoniales zugeordneten Fossilien stammen aus dem Lochkovium, das vor rund 416 Mio. Jahren begann. Die höchste Vielfalt erreichten sie im Unterdevon. Die spätesten Funde sind solche von Protobarinophyton aus dem Tournaisium, der untersten Stufe des Karbon, die vor 345 Mio. Jahren endete.

## Belege
- Paul Kenrick, Peter R. Crane: The Origin and Early Diversification of Land Plants. A Cladistic Study. Smithsonian Institution Press, Washington D.C. 1997. ISBN 1-56098-729-4